# Heilig-Geist-Gymnasium (Breslau)
Das Heilig-Geist-Gymnasium, auch Schule zum Heiligen Geist, war ein Gymnasium in Breslau.
Das Gymnasium ging aus einer Lateinschule hervor und bestand dort als drittälteste Schule von 1538 bis zur Zerstörung 1945. Das Schulgebäude stand schließlich an der Westseite des ehemaligen Ziegelplatzes, des späteren Kaiserin-Augusta-Platzes, heute Plac Polski. Es war zuletzt ein Realgymnasium. 
Am 17. Juni 2003 konnte der Verein „Alter Heiliger Geister e. V.“ in Breslau eine Gedenktafel enthüllen.

## Namhafte Lehrer und Schüler
- Samuel Besler (1574–1625), zu Beginn des 17. Jahrhunderts ein bekannter Kirchenmusiker des Barocks
- Samuel Benjamin Klose (1730–1798), ein Freund Lessings
- Jerzy Samuel Bandtkie (1768–1835) zweisprachig aufgewachsen, 1811 an die Jagiellonische Bibliothek als Professor und Direktor nach Krakau gerufen
- Michael Morgenbesser (Rektor) (1782–1841), Verfasser einer Geschichte Schlesiens
- Christian August Hermann Marbach (1817–1873), Physiker, Mineraloge und Kristallograph
- Heinrich Fiedler (1833–1899), Geologe, Mineraloge und Pädagoge
- Wilhelm Wetekamp (1859–1945), Schulreformer und Naturschützer
- Arno Koselleck (1891–1977), Schulreformer und Geschichtsdidaktiker
- Fritz Mehrlein (1874–1945), bis 1933 Senator von Lübeck
- Felix Bobertag (1842–1907), Germanist, Lehrer von 1866 bis 1907

- Der Philosoph Hans-Georg Gadamer (1900–2002), ein Schüler von Heilig-Geist, hielt 1988 die Festansprache zum 450. Jubiläum und erhielt 1996 von der Universität Breslau die Ehrendoktorwürde.

## Belege
- Kulturwerk Schlesien 38, 2003, S.45 mit Gedenktafel